# Meucon
Meucon [møkɔ̃] est une commune française, située dans le département du Morbihan en région Bretagne.

## Géographie

### Situation
Meucon fait partie du Parc naturel régional du golfe du Morbihan. 
| Locmaria-Grand-Champ |           | Locqueltas |
| Grand-Champ          | Meucon    |            |
| Plescop              | Saint-Avé | Saint-Avé  |

Meucon, une petite commune d'environ 2 000 habitants qui se situe dans le sud du Morbihan. Elle est réputée pour ses sources qui fournissent de l'eau à la ville de Vannes.

### Hydrographie
Pour un article plus général, voir Réseau hydrographique du Morbihan.
La commune est située dans le bassin Loire-Bretagne. Elle est drainée par le Meucon et divers autres petits cours d'eau,.

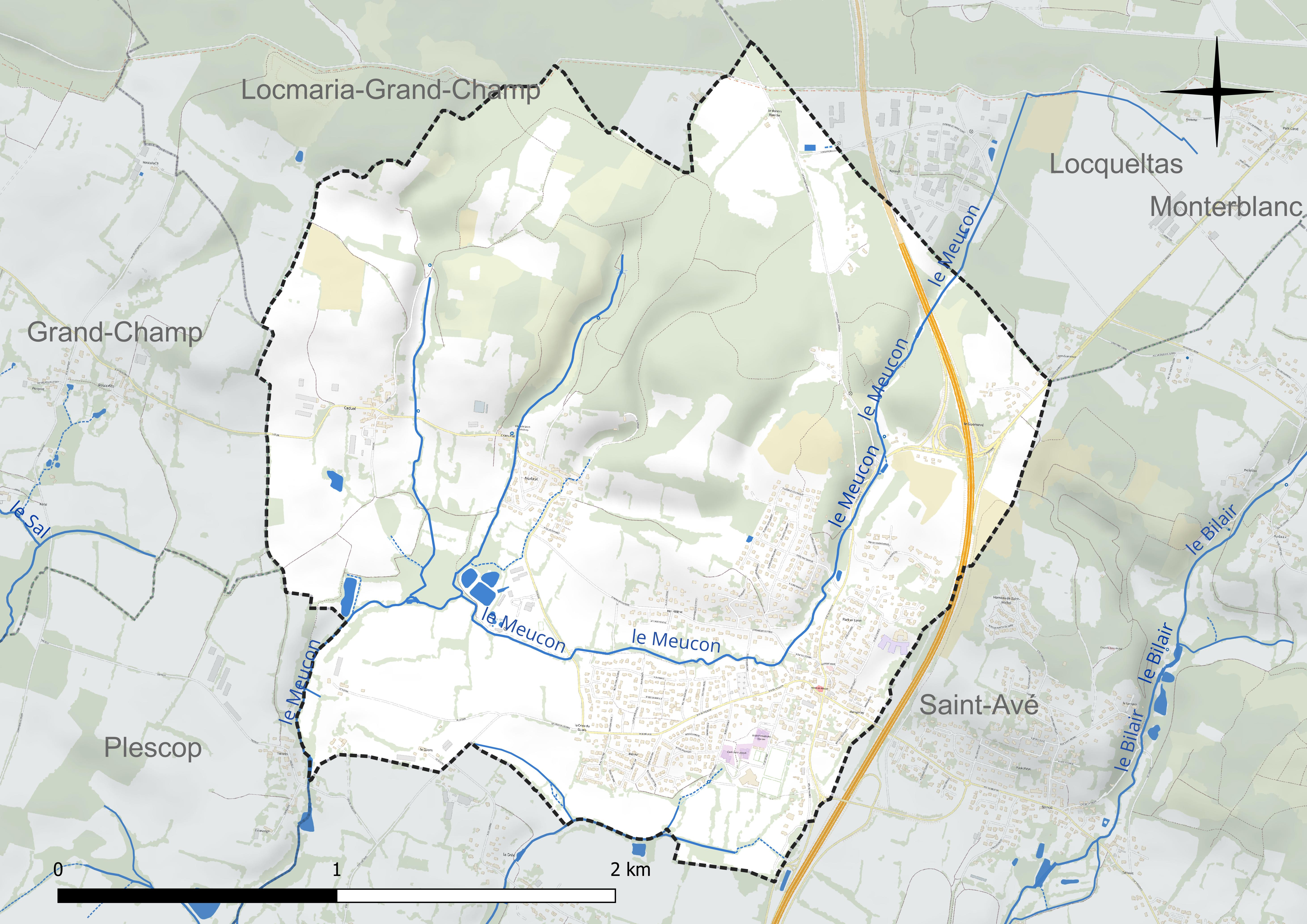
Réseau hydrographique de Meucon.

### Climat
Pour des articles plus généraux, voir Climat de la Bretagne et Climat du Morbihan.
En 2010, le climat de la commune est de type climat océanique franc, selon une étude du CNRS s'appuyant sur une série de données couvrant la période 1971-2000. En 2020, Météo-France publie une typologie des climats de la France métropolitaine dans laquelle la commune est exposée à un climat océanique et est dans la région climatique  Bretagne orientale et méridionale, Pays nantais, Vendée, caractérisée par une faible pluviométrie en été et une bonne insolation. Parallèlement l'observatoire de l'environnement en Bretagne publie en 2020 un zonage climatique de la région Bretagne, s'appuyant sur des données de Météo-France de 2009. La commune est, selon ce zonage, dans la zone « Intérieur », exposée à un climat médian, à dominante océanique.  
Pour la période 1971-2000, la température annuelle moyenne est de 11,7 °C, avec une amplitude thermique annuelle de 12 °C. Le cumul annuel moyen de précipitations est de 997 mm, avec 13,9 jours de précipitations en janvier et 7,3 jours en juillet. Pour la période 1991-2020, la température moyenne annuelle observée sur la station météorologique la plus proche, située sur la commune de Saint-Avé à 4 km à vol d'oiseau, est de 12,9 °C et le cumul annuel moyen de précipitations est de 1 034,4 mm,. Pour l'avenir, les paramètres climatiques de la commune estimés pour 2050 selon différents scénarios d'émission de gaz à effet de serre sont consultables sur un site dédié publié par Météo-France en novembre 2022.

## Urbanisme

### Typologie
Au 1er janvier 2024, Meucon est catégorisée ceinture urbaine, selon la nouvelle grille communale de densité à sept niveaux définie par l'Insee en 2022.
Elle appartient à l'unité urbaine de Meucon, une unité urbaine monocommunale constituant une ville isolée,. Par ailleurs la commune fait partie de l'aire d'attraction de Vannes, dont elle est une commune de la couronne,. Cette aire, qui regroupe 47 communes, est catégorisée dans les aires de 50 000 à moins de 200 000 habitants,.

### Occupation des sols
L'occupation des sols de la commune, telle qu'elle ressort de la base de données européenne d’occupation biophysique des sols Corine Land Cover (CLC), est marquée par l'importance des territoires agricoles (48,2 % en 2018), en diminution par rapport à 1990 (55,8 %). La répartition détaillée en 2018 est la suivante : 
forêts (26,3 %), zones agricoles hétérogènes (25,6 %), zones urbanisées (20,5 %), terres arables (13,4 %), prairies (9,2 %), zones industrielles ou commerciales et réseaux de communication (4,7 %), milieux à végétation arbustive et/ou herbacée (0,4 %). L'évolution de l’occupation des sols de la commune et de ses infrastructures peut être observée sur les différentes représentations cartographiques du territoire : la carte de Cassini (XVIIIe siècle), la carte d'état-major (1820-1866) et les cartes ou photos aériennes de l'IGN pour la période actuelle (1950 à aujourd'hui).

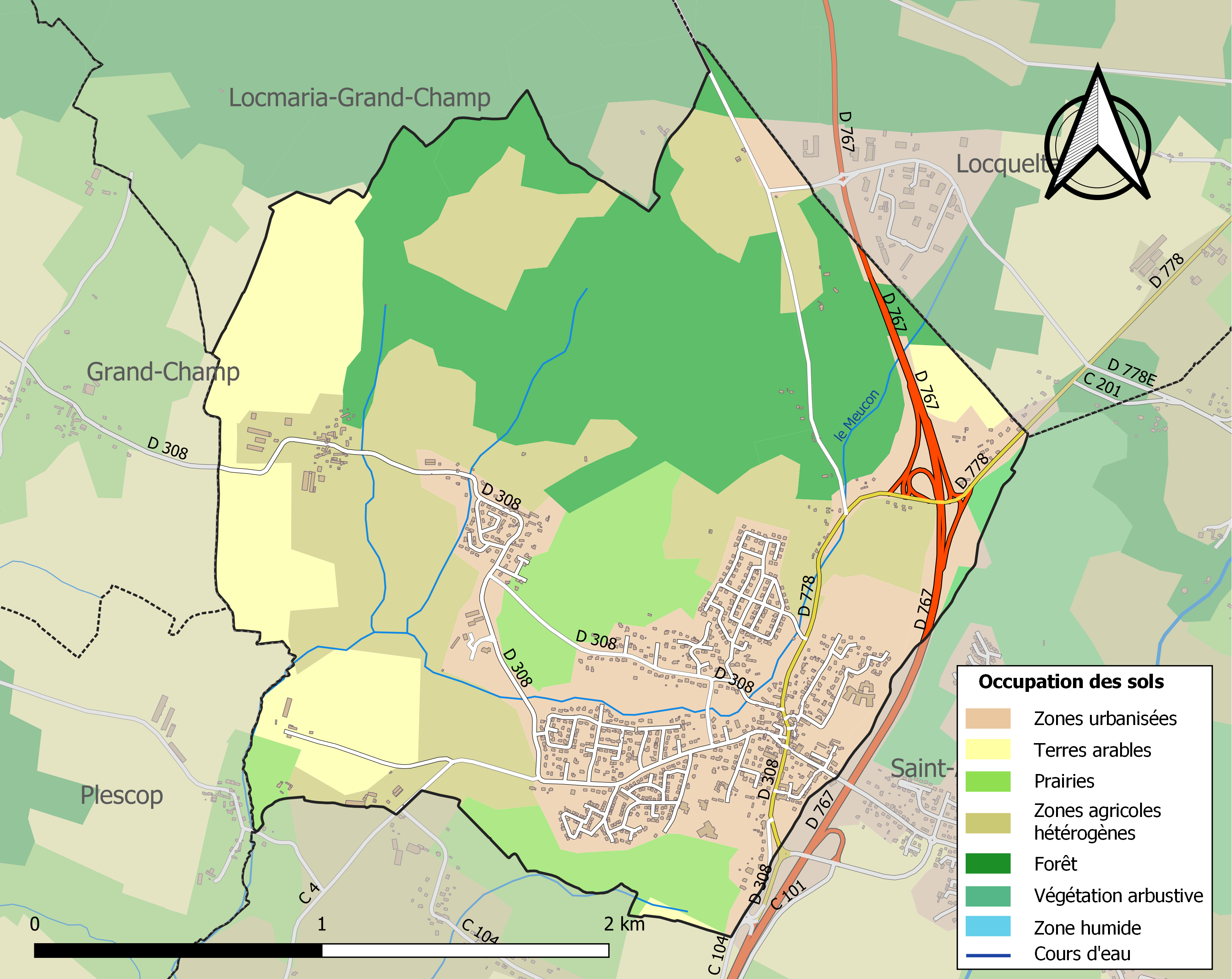
Carte des infrastructures et de l'occupation des sols de la commune en 2018 (CLC).

## Toponymie
Le nom de la localité est mentionné sous les formes Montgonne parrochia en 1275, Moncon en 1387, Montcon en 1454, Meuçon en 1801. 
Du mot mont et en vieux breton con, (sommet, éminence), se traduit par « le sommet du mont ». Hervé Abalain donne le sens de « mont élevé » à ce toponyme. Le cours d'eau qui la traverse s'appelle le Meucon,.
Meukon en breton.

## Histoire

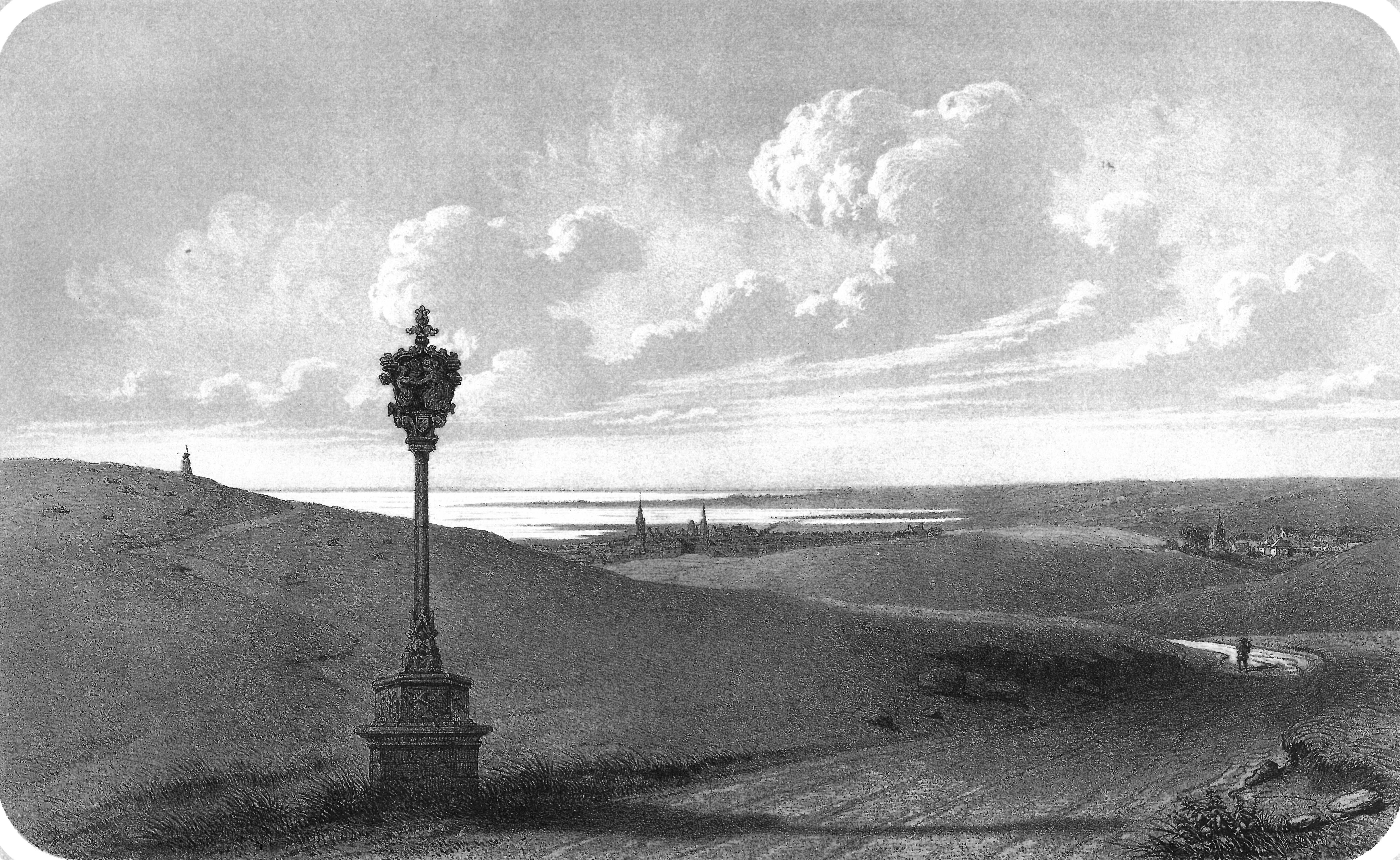
Les Landes de Meucon, gravure de Thomas Drake, 1860.

### Ancien Régime
Meucon est un démembrement de la paroisse de Vannes. Sous l'Ancien Régime, Meucon, comme Plescop, faisaient partie des Régaires de l'évêque de Vannes.
Au XIIe siècle, à l'époque des croisades, une maladrerie pour les lépreux s'installe sur le territoire de Meucon. On y édifie aussi une chapelle dédiée à Marie-Madeleine. Meucon est érigé en paroisse en 1779 et en commune en 1790.
On retrouve les appellations suivantes : Montgonne, Montcon et Moncon.

### LeXXesiècle

#### La Première Guerre mondiale
Le monument aux morts de Meucon porte les noms de 15 soldats morts pour la France pendant la Première Guerre mondiale.

#### Camp militaire de Meucon
Le camp militaire de Meucon existe depuis 1878 ; il fut utilisé à partir de 1917, de même que le camp militaire de Coëtquidan par l'armée américaine : il accueille ainsi jusqu’à 8 000 soldats à partir d'avril 1918 et fut utilisé par eux jusqu'en juin 1919. Environ 900 baraquements pouvant accueillir 17 000 soldats furent construits.
Le camp fut occupé et utilisé par l'armée allemande pendant la Seconde Guerre mondiale ; la piste d'envol du terrain d'aviation du camp fut dynamitée par des résistants en janvier 1942.
Ce camp est utilisé de nos jours par le 3e RIMA, mais est sous-utilisé.

#### L'Entre-deux-guerres
Le 9 janvier 1930 un séisme de magnitude 5 et d'une intensité macrosismique maximale de VII se produisit dans les Landes de Lanvaux ; son épicentre était à Meucon.

#### La Seconde Guerre mondiale
Les événements survenus à Meucon pendant la Seconde Guerre mondiale ont été décrits dans des articles publiés par le journal Ouest-France.
Le monument aux morts de Meucon porte les noms de 3 personnes mortes pour la France pendant la Seconde Guerre mondiale, dont Pierre Mahé, mort en captivité en Allemagne en 1940.

## Politique et administration
| Période                                  | Période               | Identité           | Étiquette | Qualité                                                           |
| ---------------------------------------- | --------------------- | ------------------ | --------- | ----------------------------------------------------------------- |
| 1944                                     | 1969 (démission)      | François Daniel    |           |                                                                   |
| 1970                                     | 1974 (démission)      | André Le Bachelier |           |                                                                   |
| 1974                                     | juin 1995             | Joseph Le Palud    | SE        | Infirmier                                                         |
| juin 1995                                | août 2011 (démission) | Louis-Marie Supiot | DVD       | Vice-président de la communauté d'agglomération du pays de Vannes |
| août 2011                                | mars 2014             | Stéphane Birault   | SE        |                                                                   |
| mars 2014 Réélu en 2020                  | En cours              | Pierrick Messager  | SE        | Cadre de la Chambre d'agriculture du Morbihan                     |
| Les données manquantes sont à compléter. |                       |                    |           |                                                                   |

## Démographie
L'évolution du nombre d'habitants est connue à travers les recensements de la population effectués dans la commune depuis 1793. Pour les communes de moins de 10 000 habitants, une enquête de recensement portant sur toute la population est réalisée tous les cinq ans, les populations de référence des années intermédiaires étant quant à elles estimées par interpolation ou extrapolation. Pour la commune, le premier recensement exhaustif entrant dans le cadre du nouveau dispositif a été réalisé en 2008.

En 2022, la commune comptait 2 278 habitants, en évolution de +1,29 % par rapport à 2016 (Morbihan : +3,82 %, France hors Mayotte : +2,11 %).
| 1793 | 1800 | 1806 | 1821 | 1831 | 1836 | 1841 | 1846 | 1851 |
| ---- | ---- | ---- | ---- | ---- | ---- | ---- | ---- | ---- |
| 283  | 188  | 264  | 343  | 321  | 300  | 287  | 300  | 308  |

| 1856 | 1861 | 1866 | 1872 | 1876 | 1881 | 1886 | 1891 | 1896 |
| ---- | ---- | ---- | ---- | ---- | ---- | ---- | ---- | ---- |
| 321  | 323  | 334  | 285  | 270  | 320  | 307  | 304  | 355  |

| 1901 | 1906 | 1911 | 1921 | 1926 | 1931 | 1936 | 1946 | 1954 |
| ---- | ---- | ---- | ---- | ---- | ---- | ---- | ---- | ---- |
| 342  | 326  | 336  | 318  | 340  | 346  | 368  | 436  | 424  |

| 1962 | 1968 | 1975 | 1982 | 1990  | 1999  | 2006  | 2008  | 2013  |
| ---- | ---- | ---- | ---- | ----- | ----- | ----- | ----- | ----- |
| 455  | 506  | 606  | 794  | 1 100 | 1 268 | 1 919 | 2 104 | 2 258 |

| 2018  | 2022  | - | - | - | - | - | - | - |
| ----- | ----- | - | - | - | - | - | - | - |
| 2 246 | 2 278 | - | - | - | - | - | - | - |

## Lieux et monuments
- L'église Sainte-Marie-Madeleine (1497), remaniée en 1838. Une inscription de la sablière gauche du chœur nous apprend que l'église fut couverte d'une charpente en 1497, du temps de dom G. du Clérigo, recteur de Meucon.

Des réparations et transformations successives ont entièrement dénaturé cet édifice du XVe siècle dont il ne reste guère que la charpente du chœur et une fenêtre à réseau flamboyant au chevet, masquée à l'extérieur par la sacristie, à l'intérieur par un grand retable du XVIIe siècle. Les deux blasons qui ornent le sommet du retable sont ceux de Julien Le Seneschal de Tréduday et de Catherine Gouyon de Vaudurant, son épouse (mariés à Meucon, le 6 septembre 1646).
Dans la partie centrale du retable figure une peinture du Rosaire signée Parfait Pobéguin et datée de 1858, et dans les niches latérales se trouvent les statues de sainte Madeleine et d'une Vierge à l'Enfant. En 1838, deux ailes donnent à l'édifice sa forme actuelle. La tour date de 1888.
- La privative Saint-Adrien (porte en anse de panier du XVIe siècle), petit édifice moderne attenant au presbytère ;
- L'ancienne chapelle Saint-Barthélemy (XVe siècle), située au village de Cranhuac.
- Le calvaire (1787). La croix, ornée d'un Christ à l'avers et d'une Pietà au revers, repose sur un fût circulaire qui se termine par un chapiteau orné de feuilles de chêne ;
- La croix du Guern (1899), une croix monolithe pattée ;
- Le calvaire situé à Norbrat ;
- le manoir du Guern, inscrit à l'inventaire général du patrimoine culturel[27] ;
- Le puits de Norbrat ;
- Le puits de Cadual (1812) ;
- L'ancien lavoir de Saint-Barthélemy ;
- Le four à pain de Cranuhac ;
- La stèle gauloise (âge du fer), située près de la chapelle Saint-Barthélemy.

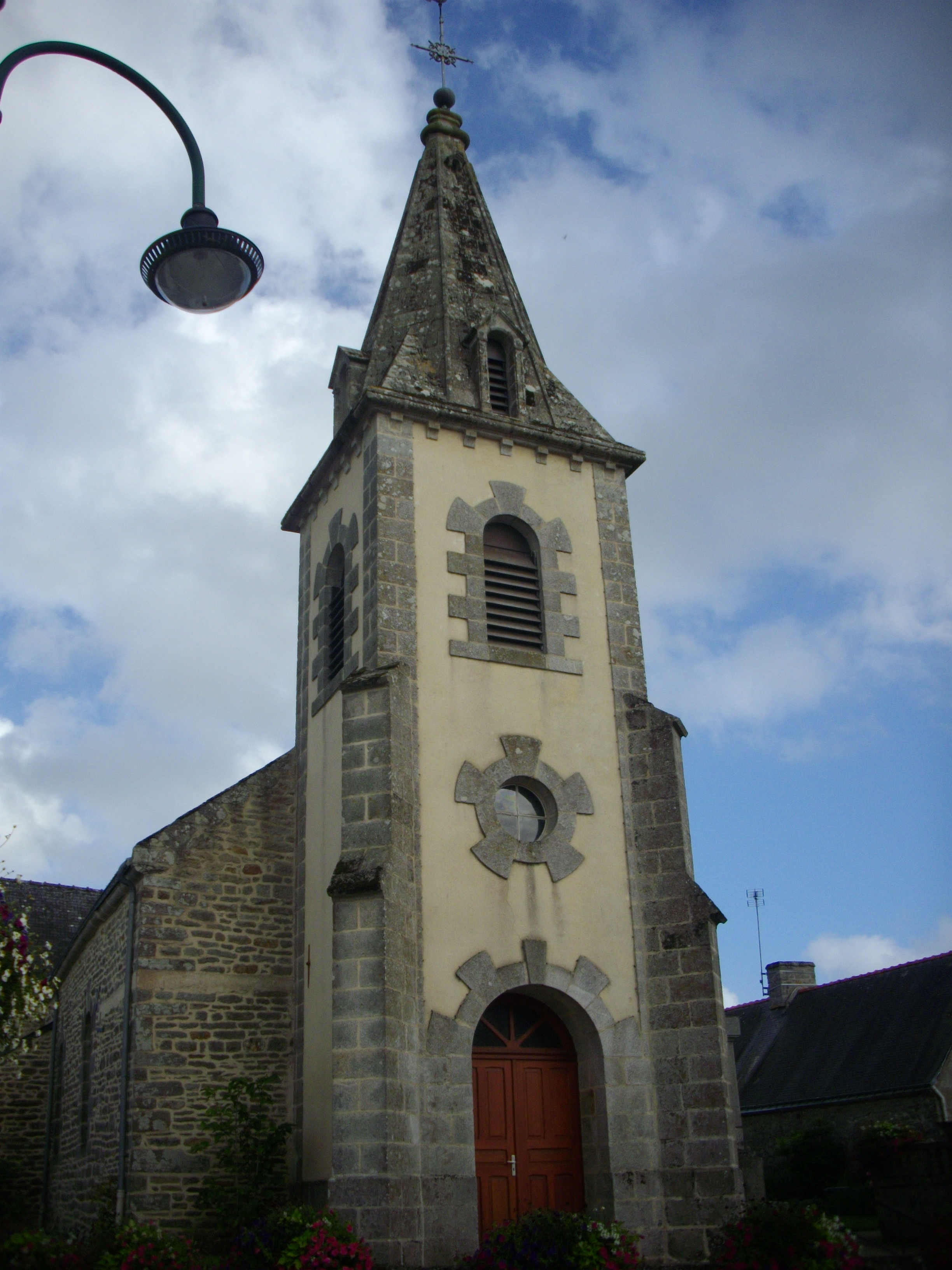
L'Église Sainte-Marie-Madeleine.
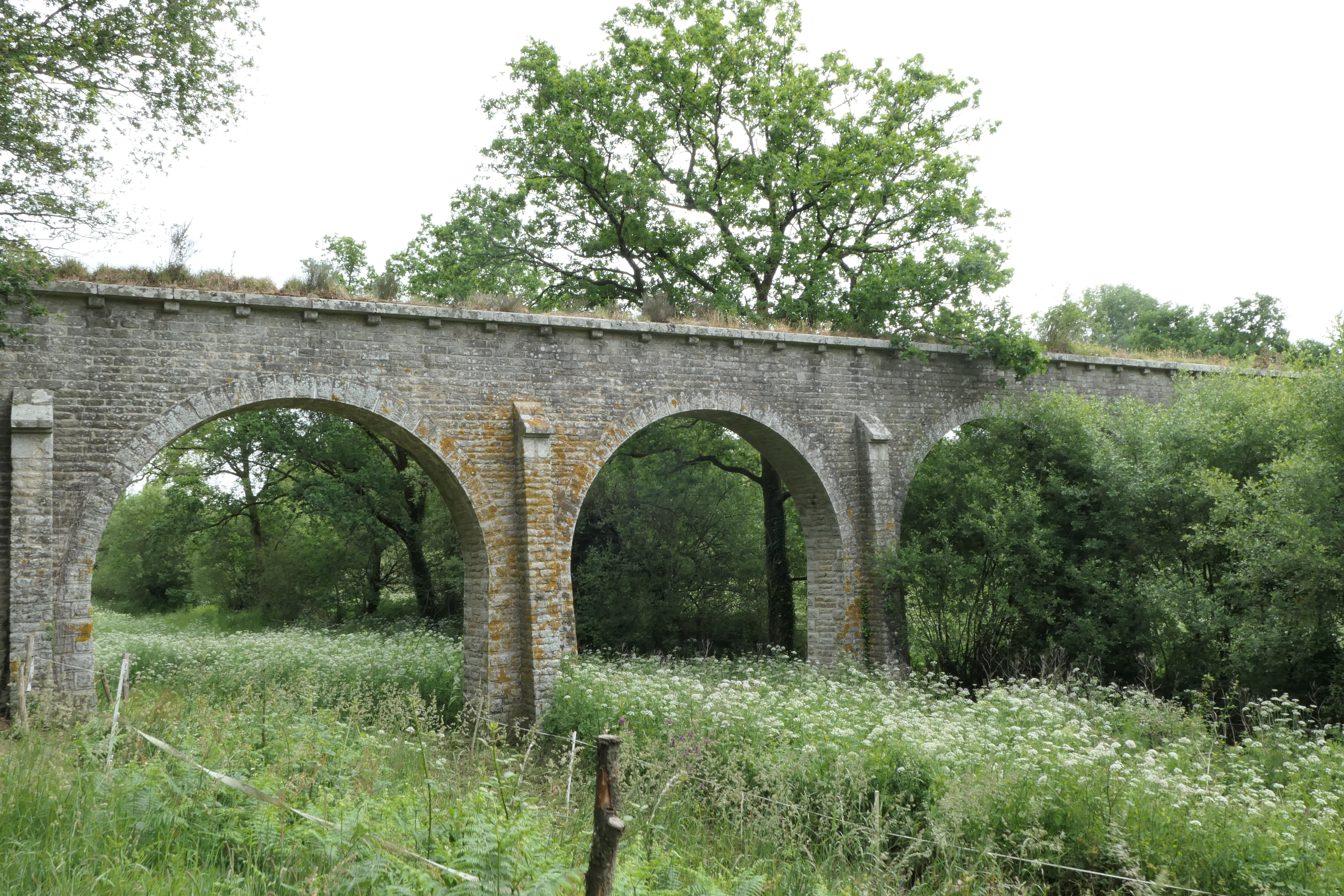
Aqueduc de Guern.
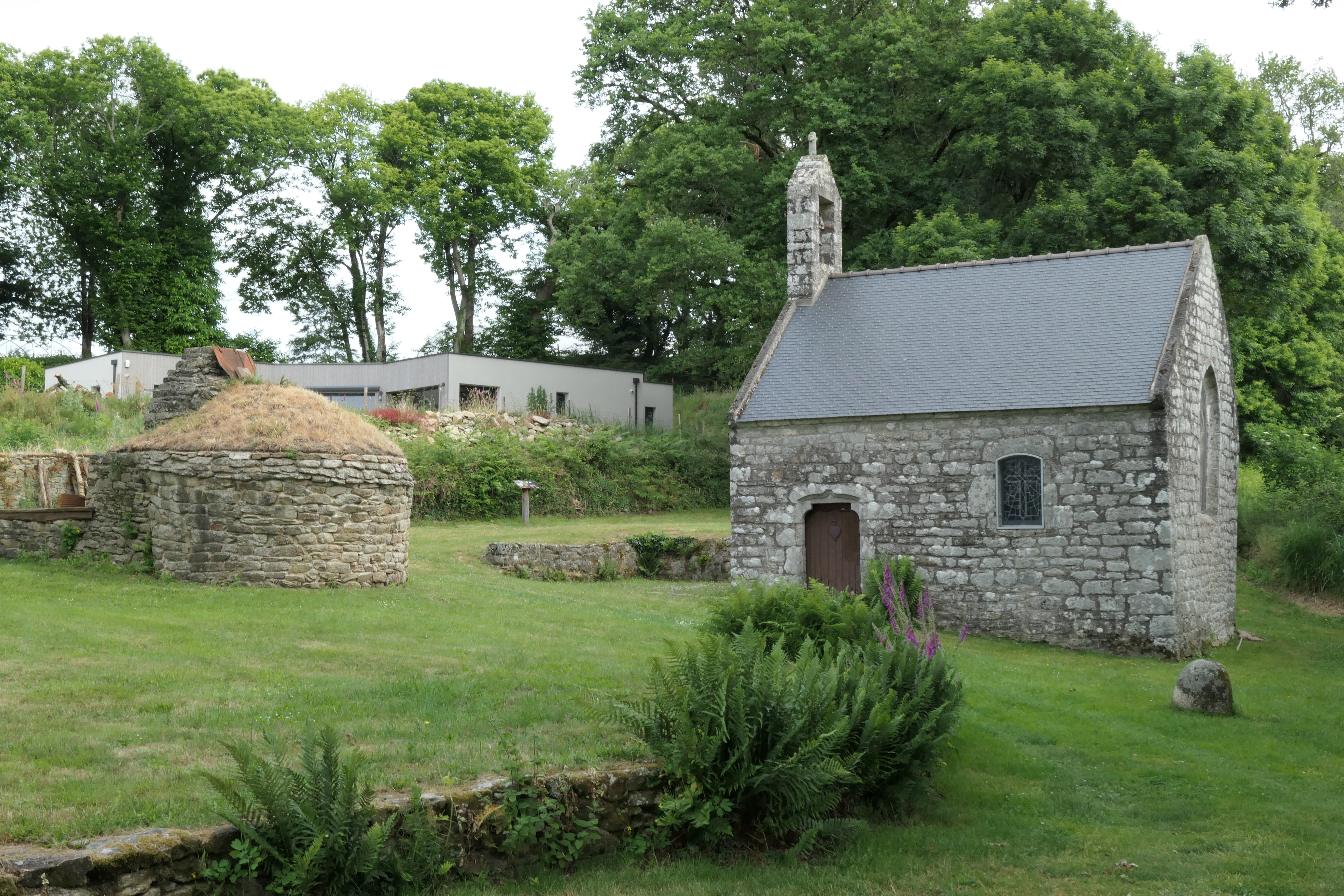
La chapelle et le four de Cranuhac.
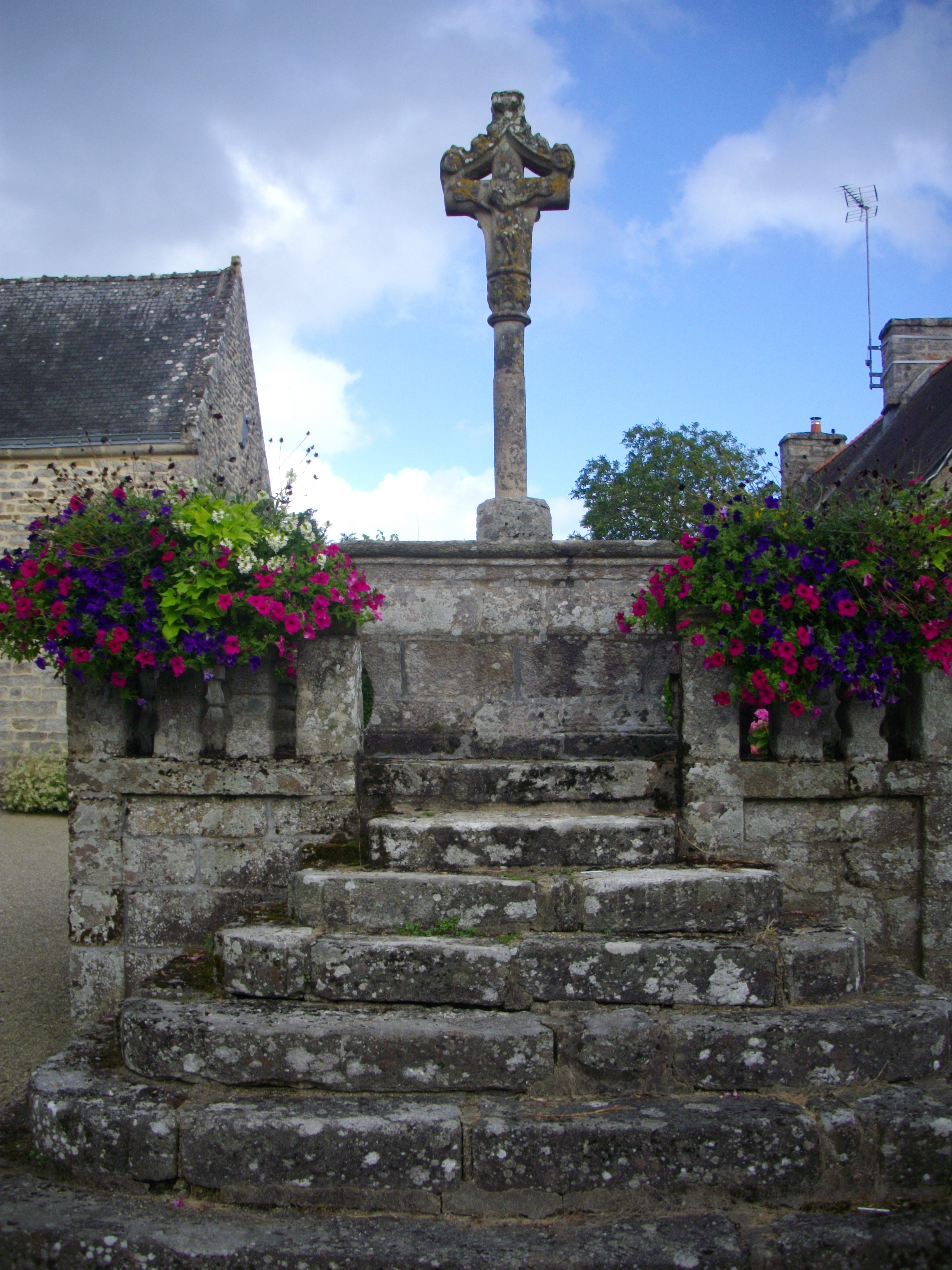
Le calvaire du bourg.
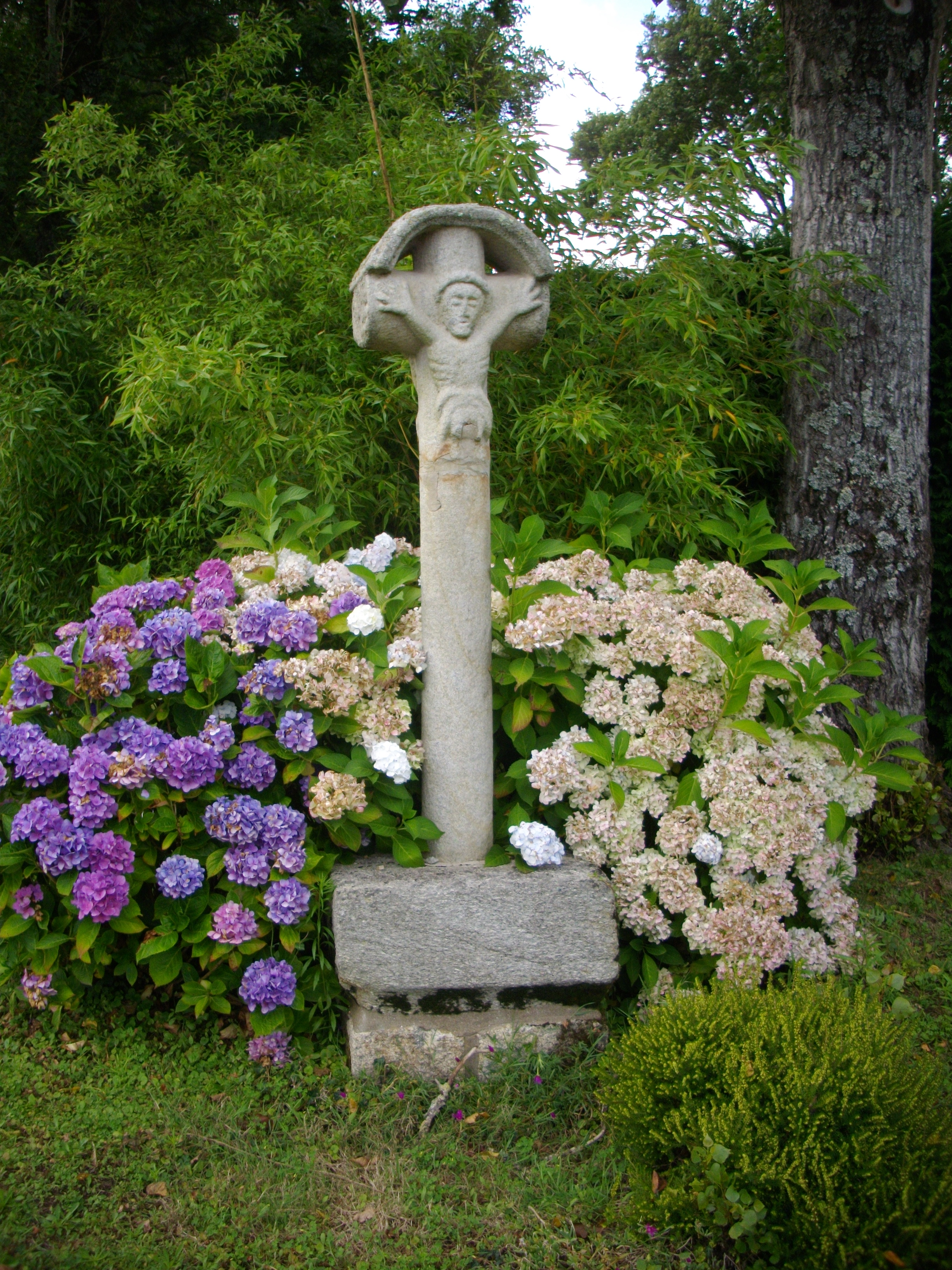
La croix de Norbrat.
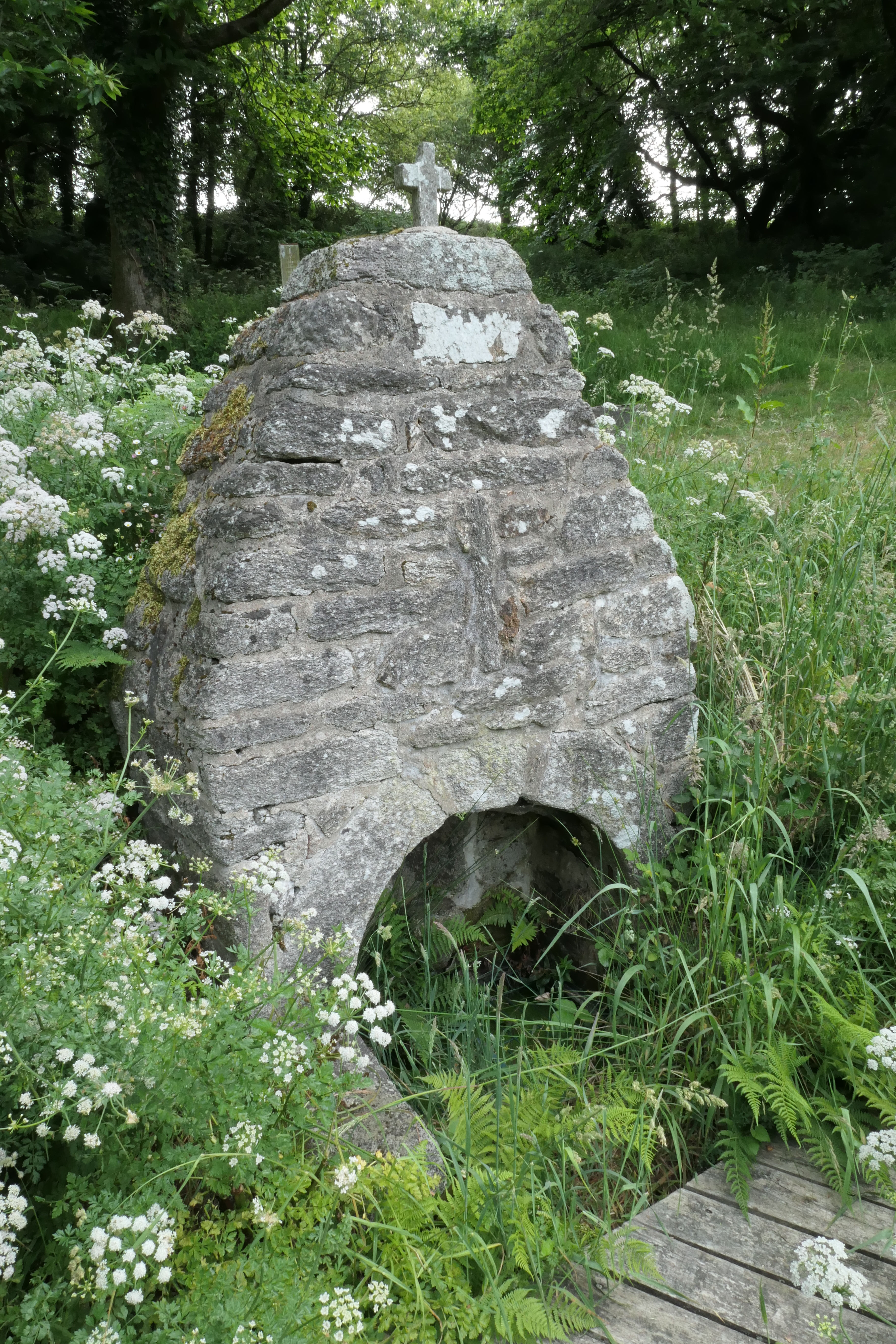
La fontaine de Cadual

## Personnalités liées à la commune
- Le roi Stevan, mendiant et prophète du XVIIIe siècle, serait né à Meucon en 1701.